# Polgárdi
Polgárdi est une ville et une commune du comitat de Fejér en Hongrie.
Le district de Polgárdi ayant été supprimé le 1er janvier 2015, la commune se trouve maintenant dans le district de Székesfehérvár.